# IC 4762
IC 4762 — галактика типу *2 (подвійна зірка) у сузір'ї Дракон.
Цей об'єкт міститься в оригінальній редакції індексного каталогу.